# Linie 4 (Metro Sankt Petersburg)
| Verlauf im Stadtplan |                          |                                   |                                   |
| Streckenlänge: | 11,2 km                  |                                   |                                   |
| Spurweite: | 1524 mm (Russische Spur) |                                   |                                   |
| |                          |                                   |                                   |
| Eröffnung: | 30. Dezember 1985        |                                   |                                   |
| Anzahl Stationen: | 8                        |                                   |                                   |
| Fahrtdauer gesamt: | 19 Minuten               |                                   |                                   |
| \| \| \| Teatralnaja \| \| \| \| Spasskaja \| \| \| \| Dostojewskaja \| \| \| \| Ligowski Prospekt \| \| \| \| Ploschtschad Alexandra Newskowo-2 \| \| \| \| Newa \| \| \| \| Nowotscherkasskaja \| \| \| \| Ladoschskaja \| \| \| \| Prospekt Bolschewikow \| \| \| \| Uliza Dybenko \| \| \| \| Kudrowo \| \| \| \| Depot 7 Prawobereschnoje \| |                          |                                   |                                   |
| U-Bahn-Haltepunkt / Haltestelle Streckenanfang (Strecke außer Betrieb) (im Tunnel) |                          | Teatralnaja                       | Teatralnaja                       |
| U-Bahn-Kopfbahnhof Strecke bis hier außer Betrieb (im Tunnel) |                          | Spasskaja                         | Spasskaja                         |
| U-Bahn-Bahnhof (im Tunnel) |                          | Dostojewskaja                     | Dostojewskaja                     |
| U-Bahn-Haltepunkt / Haltestelle (im Tunnel) |                          | Ligowski Prospekt                 | Ligowski Prospekt                 |
| U-Bahn-Bahnhof (im Tunnel) |                          | Ploschtschad Alexandra Newskowo-2 | Ploschtschad Alexandra Newskowo-2 |
| |                          | Newa                              |                                   |
| U-Bahn-Haltepunkt / Haltestelle (im Tunnel) |                          | Nowotscherkasskaja                | Nowotscherkasskaja                |
| U-Bahn-Bahnhof (im Tunnel) |                          | Ladoschskaja                      | Ladoschskaja                      |
| U-Bahn-Haltepunkt / Haltestelle (im Tunnel) |                          | Prospekt Bolschewikow             | Prospekt Bolschewikow             |
| U-Bahn-Haltepunkt / Haltestelle Strecke ab hier außer Betrieb (im Tunnel) |                          | Uliza Dybenko                     | Uliza Dybenko                     |
| U-Bahn-Haltepunkt / Haltestelle (Strecke außer Betrieb) (im Tunnel) |                          | Kudrowo                           | Kudrowo                           |
| U-Bahn-Betriebsstelle Streckenende (Strecke außer Betrieb) (im Tunnel) |                          | Depot 7 Prawobereschnoje          | Depot 7 Prawobereschnoje          |

Die Linie 4 oder Lachtinsko-Prawobereschnaja-Linie (russisch Четвёртая линия, Лахтинско-Правобережная линия) der Metro Sankt Petersburg verbindet derzeit das Stadtzentrum der russischen Millionenstadt Sankt Petersburg mit einigen östlichen Bezirken der Stadt am gegenüberliegenden rechten Ufer der Newa. Dieser Besonderheit verdankt die Linie ihren zweiten Namen (Prawobereschnaja-Linie bedeutet so viel wie „Rechtes-Ufer-Linie“).
Die Linie hat acht Stationen auf einer Streckenlänge von gut 11 km, damit ist sie bislang die kürzeste aller fünf Petersburger U-Bahn-Linien. Bis 2009, als Teile der Prawobereschnaja-Linie an die neu eröffnete fünfte Linie fielen, war sie wesentlich länger und führte bis in nordwestliche Randbezirke der Stadt.

## Geschichte
Der älteste Teilabschnitt der heutigen Linie 4 wurde am 30. Dezember 1985 in Betrieb genommen. Damals entstanden vier Stationen zwischen Ploschtschad Alexandra Newskowo und Prospekt Bolschewikow. Die westliche Endstation Ploschtschad Alexandra Newskowo erhielt dabei einen Übergang zur gleichnamigen Station der Linie 3, und zwischen dieser und Krasnogwardeiskaja (letztere wurde 1992 in Nowotscherkasskaja umbenannt) unterqueren die Gleise der Linie die Newa. Nahe der Station Ladoschskaja wurde 2003 mit dem Ladoga-Bahnhof einer der fünf Hauptbahnhöfe der Stadt in Betrieb genommen.
Am 1. Oktober 1987 wurde die Linie im Südosten um eine Station bis zur heutigen Endhaltestelle Uliza Dybenko verlängert.
Die erste Verlängerung in westliche Richtung konnte erst zum 30. Dezember 1991 realisiert werden. Hinter Ploschtschad Alexandra Newskowo entstanden die Stationen Ligowski Prospekt, Dostojewskaja und Sadowaja, womit die Prawobereschnaja-Linie nunmehr direkte Umsteigemöglichkeiten zu den beiden übrigen Linien der Petersburger Metro erhielt.
Zwischen 1997 und 2005 gab es weitere Verlängerungen der Linie nach Westen, so zuletzt am 2. April 2005 bis Komendantski Prospekt. Von diesem Zeitpunkt bis 2009 war die Linie knapp 25 Kilometer lang und hatte 13 Stationen.
Mit der Fertigstellung des ersten Abschnitts der Linie 5 Ende der 2000er-Jahre ging eine Änderung der Führung der Linie 4 einher. Am 7. März 2009 wurde im südlichen Zentrum Petersburgs die Station Spasskaja eröffnet, die als Teil des neuen Dreifach-Umsteigeknotens Sennaja Ploschtschad / Sadowaja / Spasskaja konzipiert wurde. Mit deren Eröffnung wurde sowohl die 1991 eröffnete Station Sadowaja als auch die Strecke nordwestlich davon bis Komendantski Prospekt in die neu eröffnete Linie 5 (die die einige Monate zuvor fertiggestellten Stationen Swenigorodskaja und Wolkowskaja erhielt) eingeschlossen. Von Dostojewskaja kommend fahren Züge der Linie 4 seitdem statt bisher Sadowaja die neue Station Spasskaja an, die vorerst Endstation bleibt.

## Planungen
Mittelfristige Entwicklungspläne für die Petersburger Metro sehen Verlängerungen der Linie 4 in beide Richtungen vor. Hinter Uliza Dybenko soll ein neues Fahrzeugdepot und die Station Kudrowo entstehen, und die Station Spasskaja soll künftig nicht länger Endstation sein – zunächst soll im Zentrum Petersburgs die Station Teatralnaja, später dahinter drei weitere U-Bahnhöfe, darunter der Endbahnhof Morskoi Fassad auf einer künstlichen Aufschüttung der Newabucht im Bereich der Wassiljewski-Insel. Da diese Pläne eine niedrigere Priorität haben als der weitere Ausbau der Linie 5, dürfte keiner von ihnen vor 2015 realisiert werden.

## Fahrzeuge
Die Linie hat kein eigenes Zugdepot; die sie bedienenden Züge werden im Depot Newskoje, das sich im Süden der Linie 3 befindet, abgestellt. Alle Züge auf der Linie 4 sind Sechsfachgarnituren der in Petersburg gefertigten Baureihe 81-717/714.